# Моечу де Сус (Брашов)
Моечу де Сус (рум. Moeciu de Sus) насеље је у Румунији у округу Брашов. Oпштина се налази на надморској висини од 942 m.

## Становништво
Према подацима из 2011. године у насељу је живело 1000 становника.